# Dyckia remotiflora
Dyckia remotiflora är en gräsväxtart som beskrevs av Albert Gottfried Dietrich. Dyckia remotiflora ingår i släktet Dyckia och familjen Bromeliaceae.

## Underarter
Arten delas in i följande underarter:
- D. r. angustior
- D. r. montevidensis
- D. r. remotiflora
- D. r. tandilensis

## Bildgalleri

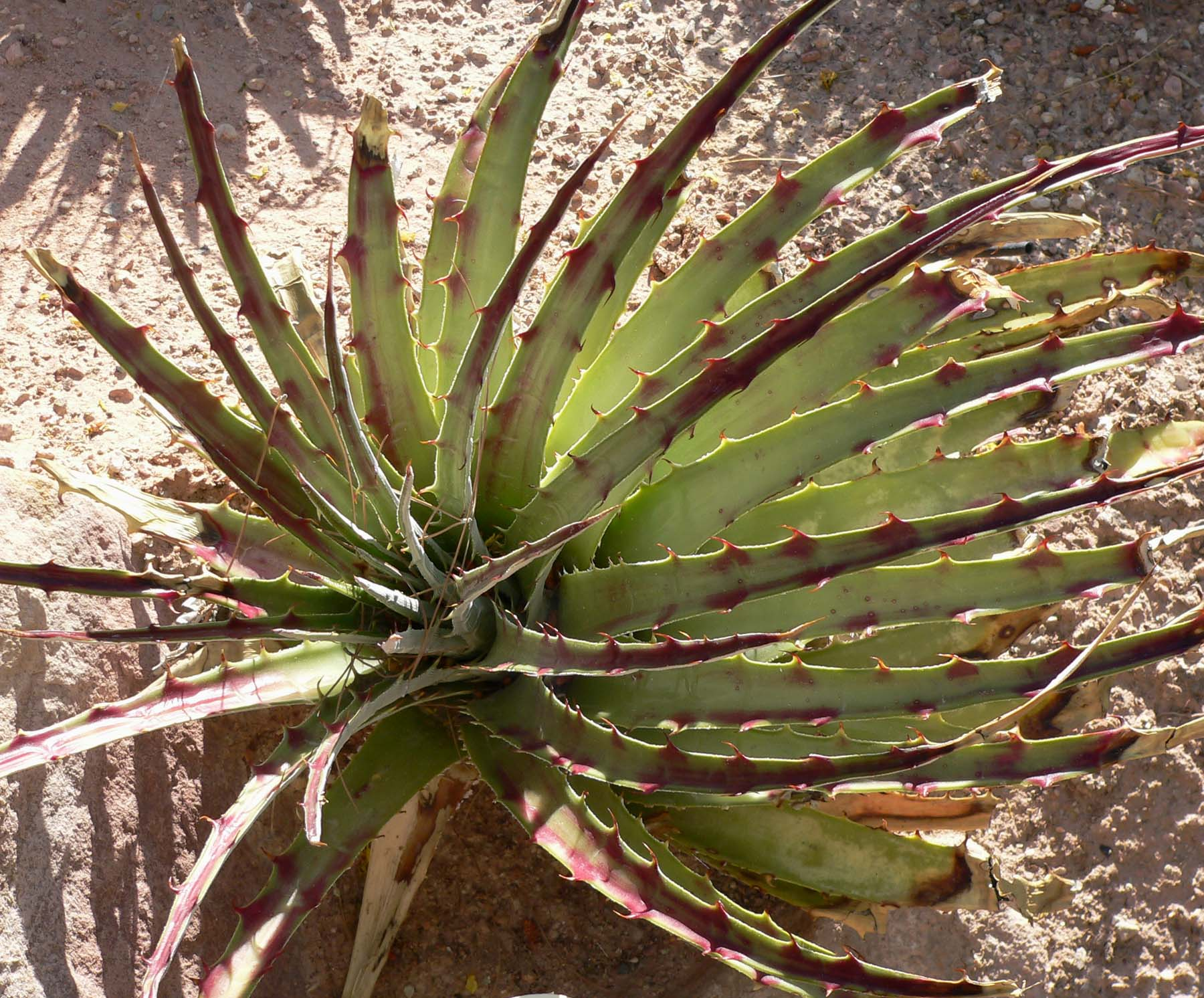
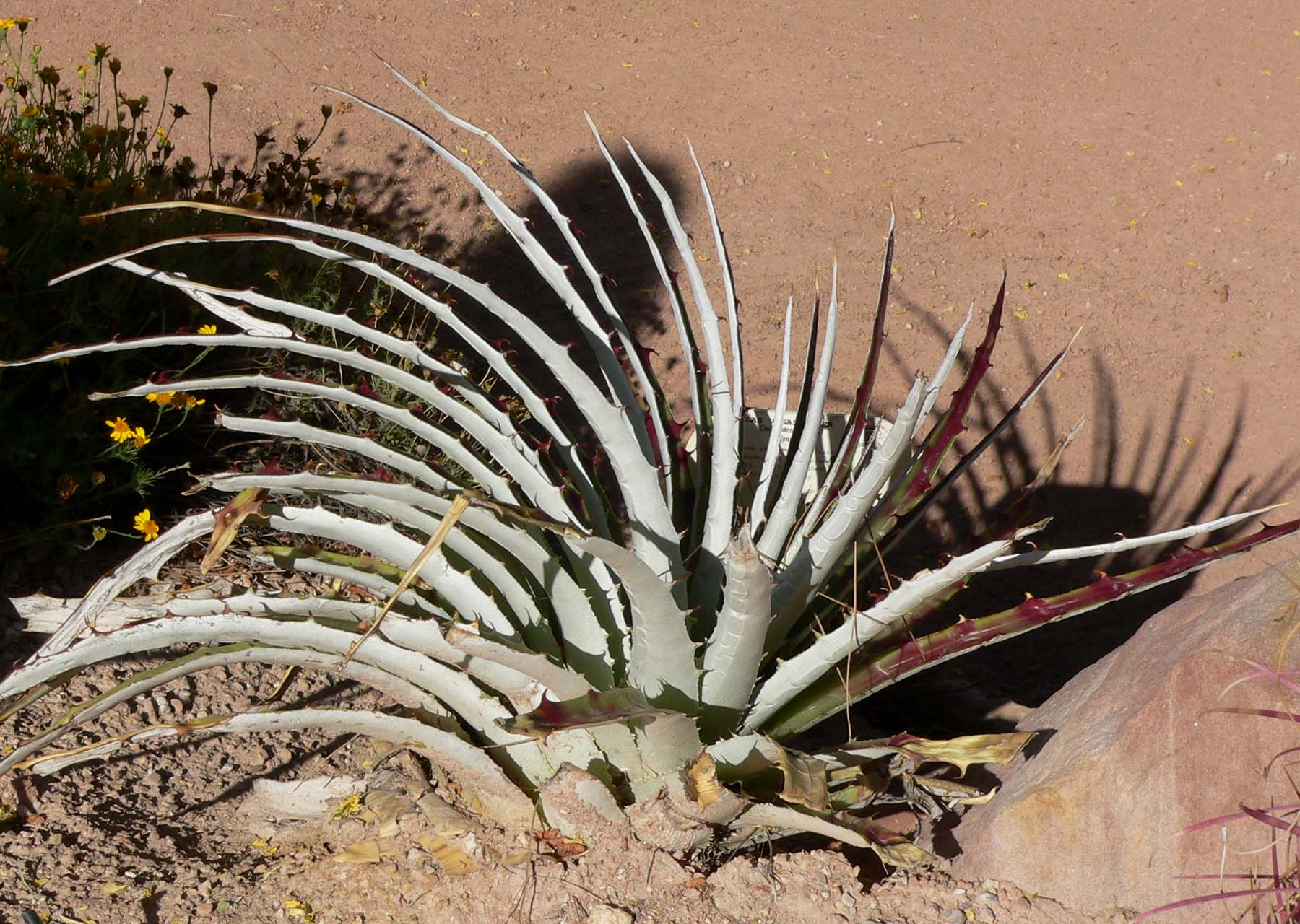
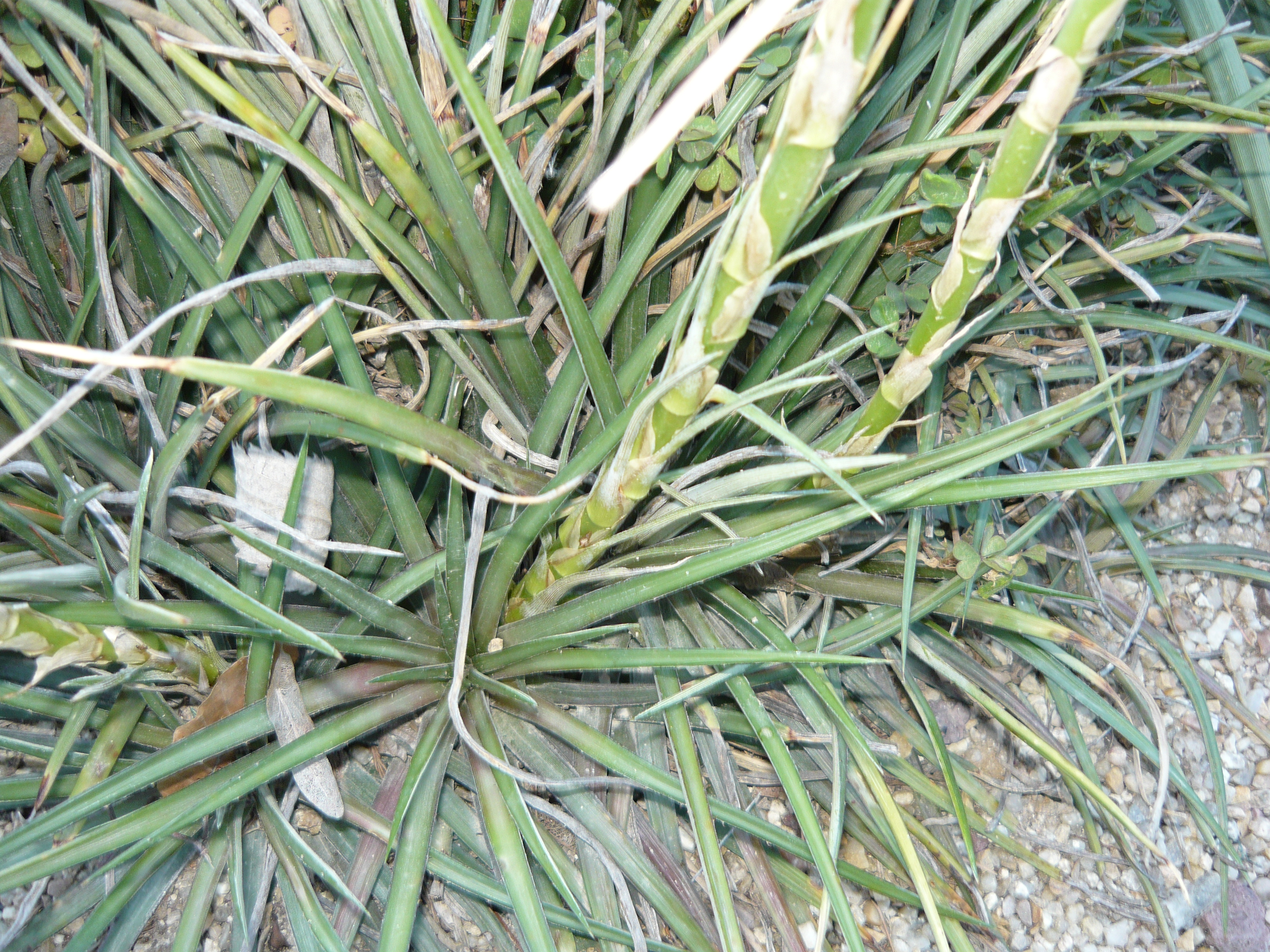
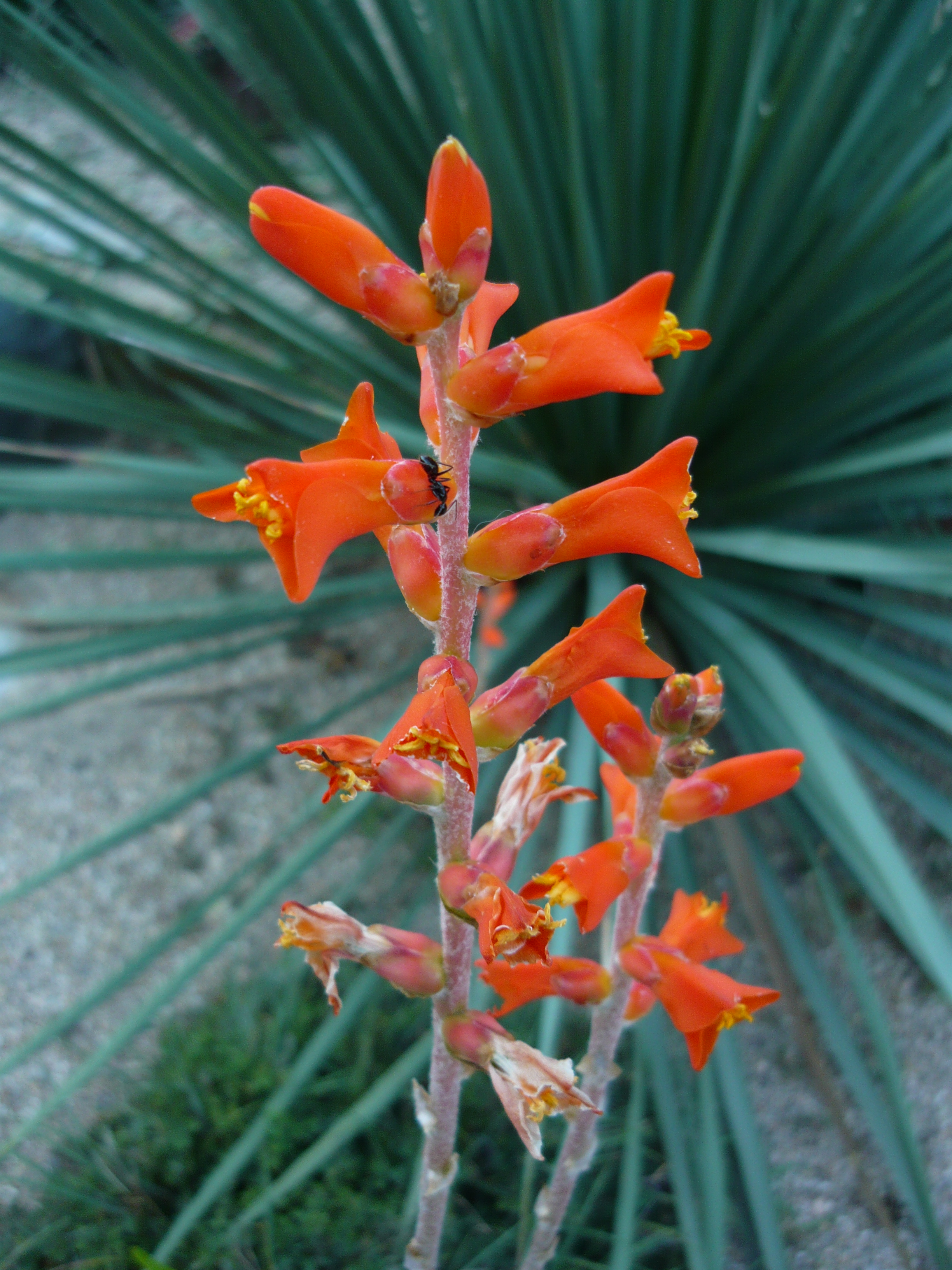
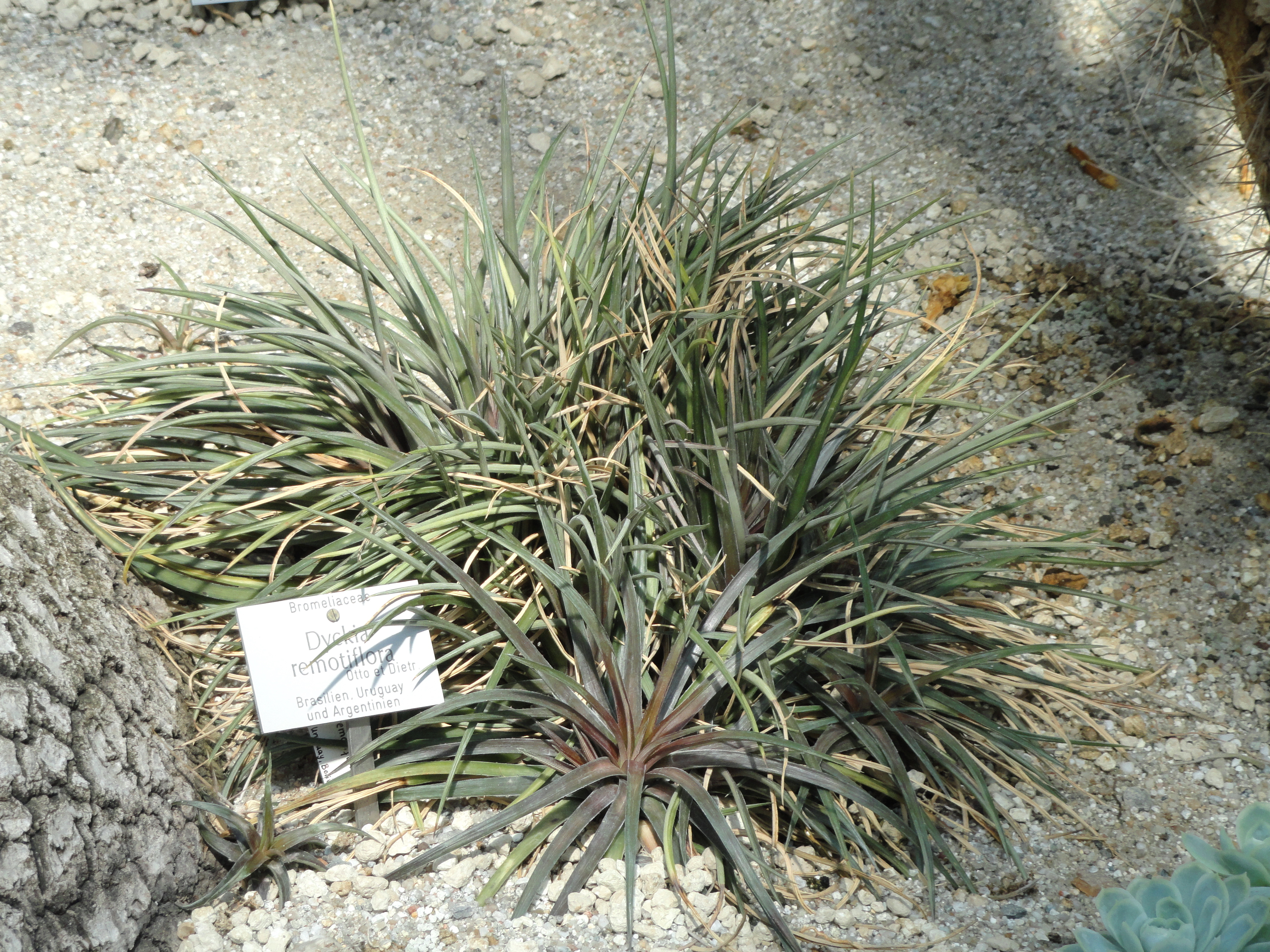